# Immuno-hématologie
L'immuno-hématologie ou immunohématologie est la science consacrée à l'étude des propriétés antigéniques du sang, des réactions immunologiques correspondantes, et des pathologies qui y sont associées.
Sont ainsi concernés les groupes sanguins, le système HLA, certaines pathologies auto-immunes, les incompatibilités fœto-maternelles, les réactions immuno-allergiques touchant les éléments figurés du sang, etc.
L'immuno-hématologie est donc une partie de la médecine commune à l'hématologie et à l'immunologie.
Les personnes qui s'y consacrent sont des immuno-hématologistes. En France, ceux-ci travaillent la plupart du temps à l’Établissement Français du Sang.